# Carmen Lilia Canturosas Villareal
Carmen Lilia Canturosas Villareal (Nuevo Laredo, Tamaulipas, 28 de marzo de 1975), política mexicana reconocida por ocupar diversos cargos públicos en la frontera norte de Tamaulipas. 
Actualmente se desempeña como alcaldesa de Nuevo Laredo, Tamaulipas, en el periodo (2024-2027).

## Biografía

### Primeros años
Carmen Lilia Canturosas nació en Nuevo Laredo, Tamaulipas el 28 de marzo de 1975, es hija del político mexicano Carlos Cantú Rosas, expresidente municipal de Nuevo Laredo por el PARM (1975-1979) y la Sra. Claudette Villarreal; tiene tres hermanos: Carlos Enrique Canturosas Villarreal, expresidente municipal de Nuevo Laredo por el PAN (2013-2016), Claudette Canturosas Villarreal y Cinthia Edith Canturosas Villarreal.
Está casada con el Notario Público Óscar Mario Hinojosa Ramírez. El matrimonio tiene tres hijos, Óscar Mario, Carlos y Carmenlilia.
Carmen Lilia Canturosas es licenciada en derecho y cuenta con licencia oficial como Notaria Pública. 
Identificándose plenamente con las mujeres y hombres de Nuevo Laredo que luchan y buscan lo mejor para sus familias.  
Es una férrea luchadora social con una sólida trayectoria profesional y pública. Al igual que su familia, siempre ha trabajado por la justicia y equidad, dedicando así su vida a luchar por el bienestar de Nuevo Laredo.  
Llevando a cuesta la vocación de servir, la entrega por las causas sociales y el gran espíritu de lucha, todas estas cualidades inculcadas por su Sr. padre.
En lo político, la familia Canturosas ha marcado un precedente de cambio histórico para la frontera norte de Tamaulipas, ya que su progenitor fue el primer alcalde de alternancia en Nuevo Laredo a través del PARM al derrocar al PRI; nuevamente después de 34 años su hermano, Carlos Enrique Canturosas Villarreal, rompe con una hegemonía del Partido Revolucionario Institucional (PRI) de más de tres décadas al ser alcalde por el Partido Acción Nacional (PAN). Ahora, sin dejar atrás sus convicciones de servicio a la ciudadanía, Carmen Lilia Canturosas Villarreal vuelve a llevar la alternancia a Nuevo Laredo al igual que su padre y hermano en esta ocasión representando a Morena derrotando al PAN en las urnas después de ocho años en el poder.

### Estudios y Profesión
Tras realizar sus estudios de preparatoria, cursó la licenciatura en Derecho en la Universidad Valle del Bravo y realizó diversos cursos para convertirse en agente aduanal suplente.
Canturosas Villareal, abogada de profesión, cuenta con licencia oficial como Notaria Pública No.195 en el Estado de Tamaulipas. Además, tiene en su haber un desempeño como administradora en la Aduana de Colombia, Nuevo León, laboró en el Servicio de Administración Tributaria (SAT), en la Administración Local de Recaudación y en la Auditoría Jurídica, de donde comenzó como servidora pública actuando apegada a la ley.

## Carrera política
En el año 2016-2019 asumió la regiduría en el H. Republicano Ayuntamiento de Nuevo Laredo con el Partido Acción Nacional (PAN). Durante ese período, a través de gestiones y diversos apoyos en materia de salud, educación, desarrollo social y empleo, se solidariza con la ciudadanía respondiendo con prontitud a sus necesidades y demandas.
Del 2018, y hasta el 2021, ha ejercido como diputada local plurinominal en el LXIV Congreso del Estado de Tamaulipas por el partido del Movimiento de Regeneración Nacional (MORENA), en esta función ha promovido 44 iniciativas, dando cauce a las propuestas de la gente, atendiendo necesidades y demandas.
Ha sido vigilante de temas de fiscalización y rendición de cuentas. También promovió la protección de las personas con discapacidad, adultos mayores y menores en estado de orfandad víctimas del feminicidio. Se ha avocado en establecer la gratuidad de los servicios de salud y medicinas a personas sin seguridad social, la revocación de mandato y bajar las remuneraciones de los servidores públicos.
Actualmente es presidenta municipal de Nuevo Laredo, Tamaulipas para el período (2021-2024).

## Filantropía
Es integrante de la fundación Carlos Enrique Cantú Rosas un organismo de la sociedad civil en Nuevo Laredo, Tamaulipas, dedicado a brindar ayuda a familias vulnerables y en estado de indefensión.
Carmen Lilia Canturosas Villarreal es reconocida por ser una mujer de retos, luchadora, valiente y persistente. Sus logros han impactado de manera positiva en el ámbito político, social y económico de Nuevo Laredo.